# Gare de Cents-Hamm
La gare de Cents-Hamm est une gare ferroviaire luxembourgeoise de la ligne 3, de Luxembourg à Wasserbillig-frontière, située sur le territoire de la ville de Luxembourg, elle dessert les quartiers de Cents et Hamm, dans le canton de Luxembourg.
C'est une halte ferroviaire mise en service en 1991 par la Société nationale des chemins de fer luxembourgeois (CFL). Elle est desservie par des trains Regional-Express (RE) et Regionalbunn (RB).

## Situation ferroviaire
Établie à 306 mètres d'altitude, l'arrêt de Cents-Hamm est située au point kilométrique (PK) 3,150 de la ligne 3, de Luxembourg à Wasserbillig-frontière, entre les gares de Luxembourg et de Sandweiler - Contern.

## Histoire

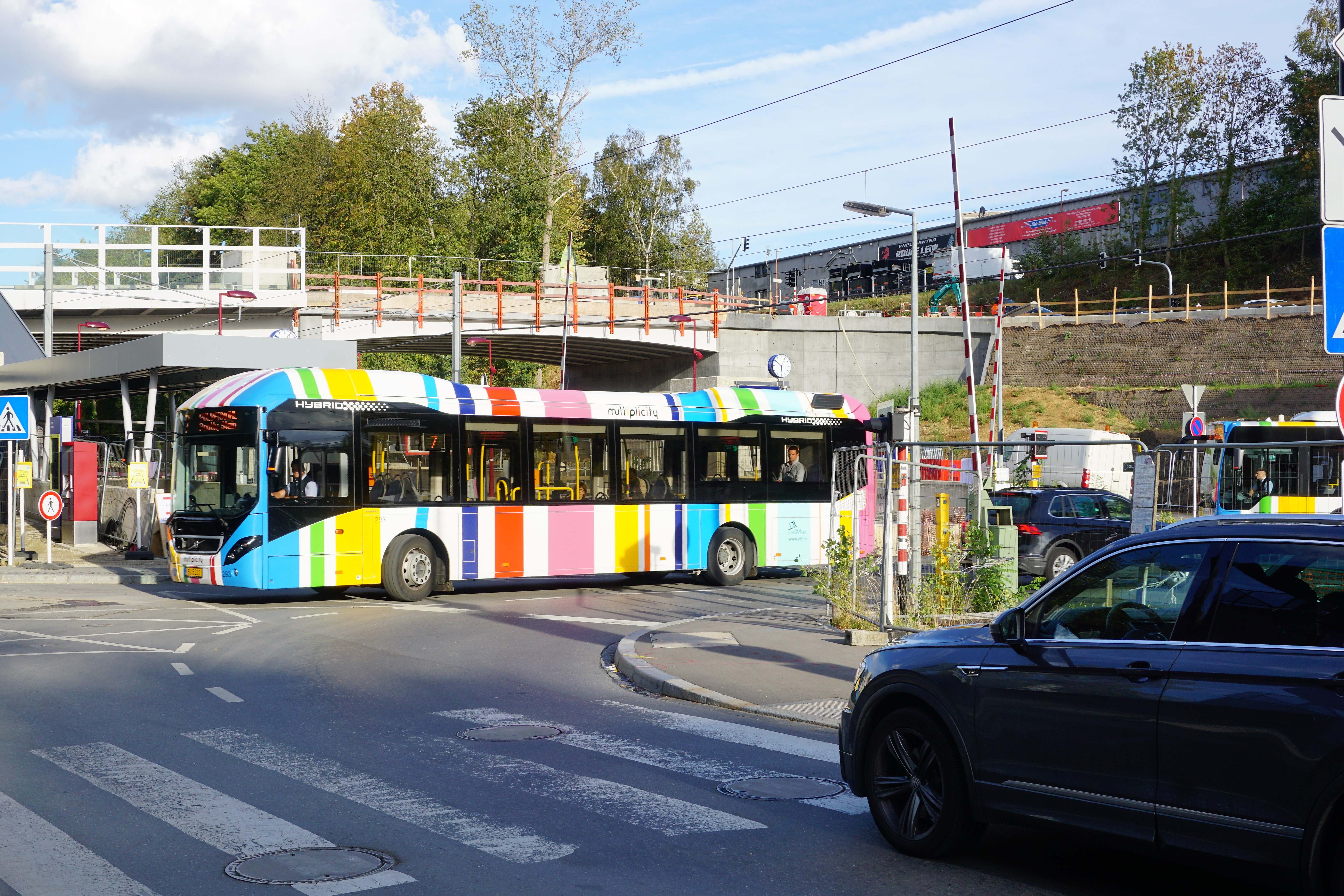
Un bus de la ligne 7 des AVL franchissant le passage à niveau, supprimé à l'ouverture du pont en septembre 2018.

Le point d'arrêt de Cents-Hamm est mis en service le 29 septembre 1991 par la Société nationale des chemins de fer luxembourgeois (CFL).
La gare est réaménagée dans le cadre de la pose de la seconde voie entre Luxembourg et Sandweiler (quais reconstruits et déplacés d'une centaine de mètres, ascenseurs, etc.) à partir de 2016. Les travaux s'achèvent le 23 septembre 2018 par la mise en service du nouveau pôle d'échanges intermodal sur le nouveau pont-route.

## Service des voyageurs

### Accueil
Halte CFL, c'est un point d'arrêt non géré (PANG) à accès libre. Elle dispose d'abris et d'automates pour l'achat de titres de transport.

### Desserte
Cents-Hamm est desservie par des trains Regionalbunn (RB) qui exécutent les relations suivantes, :
- Luxembourg - Wasserbillig - Trèves-Hbf.

### Intermodalité
Un parc pour les vélos (6 places) y est aménagé, tandis que le stationnement de véhicules est difficile à proximité. Les lignes 7, 15, 25 et 29 des autobus de la ville de Luxembourg et les lignes 223, 411, 421, 422 et 502 du Régime général des transports routiers desservent la gare.